# 岩井テレビ中継局
岩井テレビ中継局（いわいテレビちゅうけいきょく）は、茨城県坂東市に置局予定だったNHK水戸放送局デジタルテレビ中継局である。

## 概要
- 坂東市の旧岩井市域に置かれ、該当地域へ電波を発射する予定であったが、置局不要と判断され開局しないことになった。
- なお、NHK水戸総合テレビの受信環境改善のため、つくば市山口の不動峠南方高地に、坂東市などを含む地域をカバーする｢NHK筑波中継局｣が垂直偏波で開局し、2011年（平成23年）には、9月5日の午前3時15分から受信エリアに含まれた。

## 送信施設概要
| リモコンキーID | 放送局名          | チャンネル | 空中線電力 | ERP      | 放送対象地域 | 放送区域内世帯数 |
| -------------- | ----------------- | ---------- | ---------- | -------- | ------------ | ---------------- |
| 1              | NHK水戸総合テレビ | 52ch       | 開局せず   | 開局せず | 茨城県       | 開局せず         |

- 当テレビ中継局に割り当てられた52chは、筑西テレビ中継局に再割り当てされた。